# Corydalis curvisiliqua
Corydalis curvisiliqua är en vallmoväxtart som beskrevs av Georg George Engelmann. Corydalis curvisiliqua ingår i släktet nunneörter, och familjen vallmoväxter.

## Underarter
Arten delas in i följande underarter:
- C. c. curvisiliqua
- C. c. grandibracteata
- C. c. occidentalis